# Spremberger Vorstadt
Die Spremberger Vorstadt, niedersorbisch Grodkojske Pśedměsto, ist ein Ortsteil der kreisfreien Stadt Cottbus in Brandenburg.

## Lage
Die Spremberger Vorstadt liegt südwestlich des Cottbuser Stadtzentrums und gehört zur Niederlausitz. Die Gemarkung des Ortsteils wird im Norden durch die Vetschauer Straße und die Blechenstraße, im Osten durch die Spree, im Süden durch die Hermann-Löns-Straße und den Priorgraben und im Westen durch die Bahnstrecke Großenhain–Cottbus begrenzt. Die Spremberger Vorstadt grenzt im Norden an den Stadtteil Ströbitz, im Nordosten an Mitte, im Osten an Sandow, im Südosten an Branitz, im Süden Madlow und im Südwesten und Westen an Sachsendorf.

## Geschichte
Die Spremberger Vorstadt wurde bereits im Jahr 1465 durch den Bau einer Schule dort urkundlich erwähnt. Bereits vorher gab es auf dem Gebiet des Stadtteils eine Wassermühle an der Spree. Damit war der Stadtteil seit jeher ein Teil von Cottbus und gehörte zur Herrschaft Cottbus, die als markbrandenburgische Exklave von den Böhmischen Kronländern und ab 1635 vom Kurfürstentum Sachsen umgeben war. Nach dem Dreißigjährigen Krieg lebten auf dem Gebiet des heutigen Stadtteils neun Familien, die Landwirtschaft betrieben. Ab dem späten 18. Jahrhundert entstand dort eine Kolonistensiedlung, die zur Ansiedlung von Baumwollspinnern für die Tuchproduktion angesiedelt wurden (siehe Geschichte der Tuchindustrie in Cottbus). Dies führte dazu, dass die Spremberger Vorstadt im 19. Jahrhundert bereits dicht besiedelt war.
Durch den Tilsiter Frieden kam Cottbus mit der Spremberger Vorstadt im Jahr 1807 zum Königreich Sachsen, ab 1813 wurde das Gebiet wieder preußisch besetzt. Nach der auf dem Wiener Kongress beschlossenen Teilung des Königreiches Sachsen kam die Spremberger Vorstadt wieder zum Königreich Preußen und gehörte dort zum Regierungsbezirk Frankfurt in der Provinz Brandenburg. Bei der Gebietsreform von 1816 wurde Cottbus Kreisstadt des neuen Kreises Cottbus. 1822 wurde die Schule der Spremberger Vorstadt saniert. Durch den Bau der Bahnstrecken Berlin–Görlitz und Großenhain–Cottbus in den 1860er- und 1880er-Jahren erhielt die Spremberger Vorstadt Anschlüsse an das Verkehrsnetz über den Cottbuser Hauptbahnhof. 1874 siedelte sich in der heutigen Bautzener Straße eine Vereinsbrauerei an.

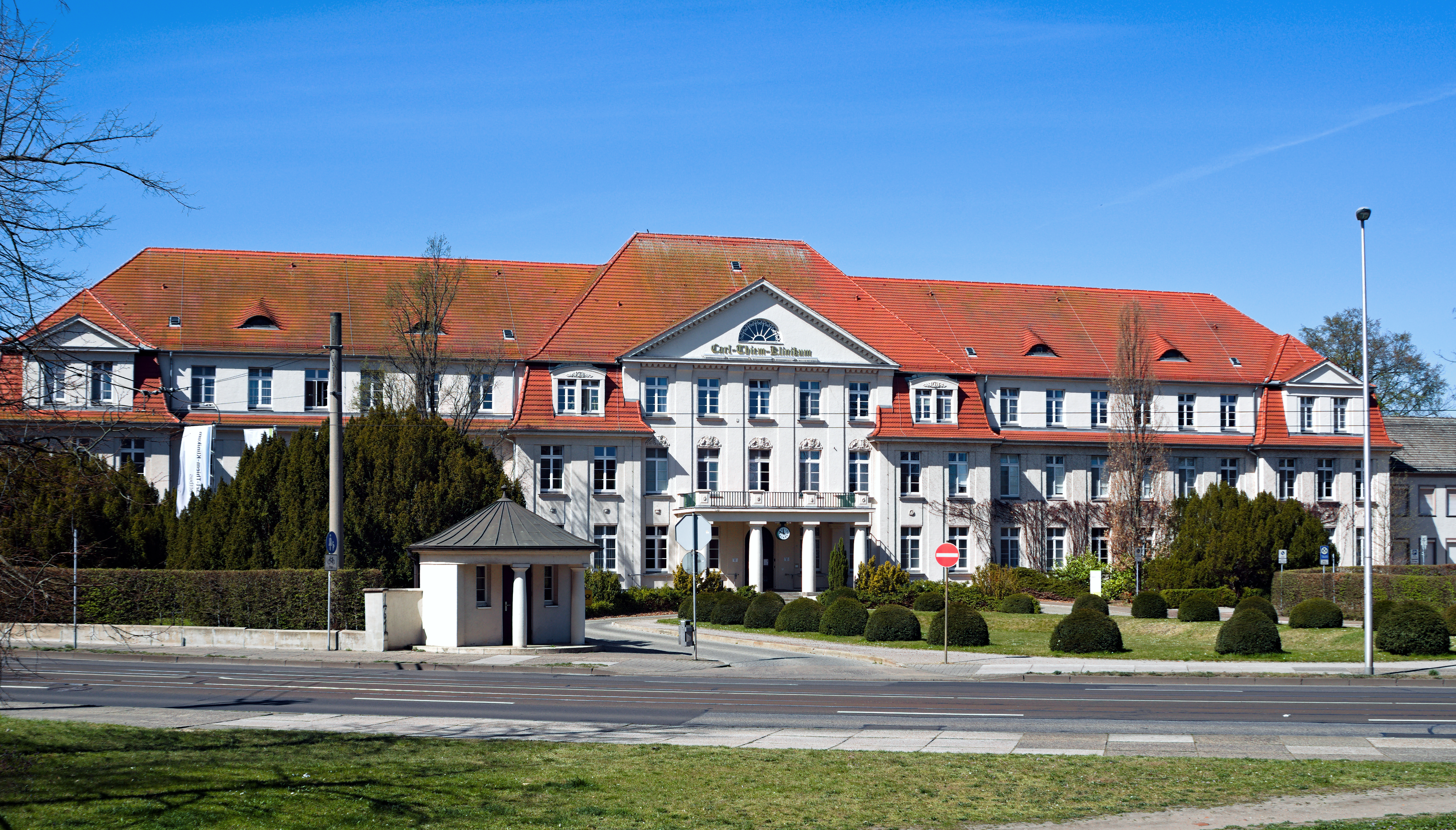
Carl-Thiem-Klinikum (Hauptgebäude)
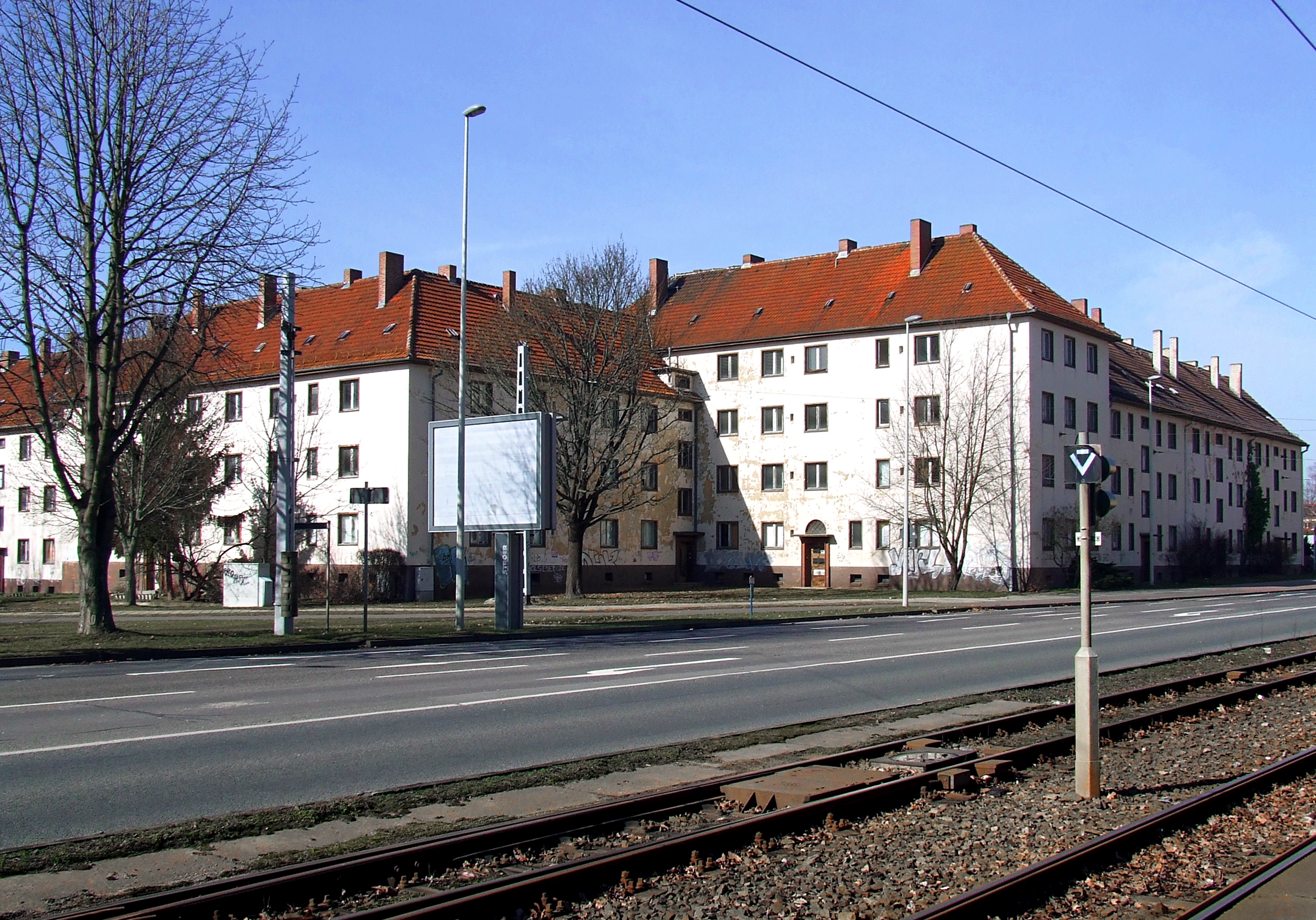
Wohnanlage in der Dresdner Straße
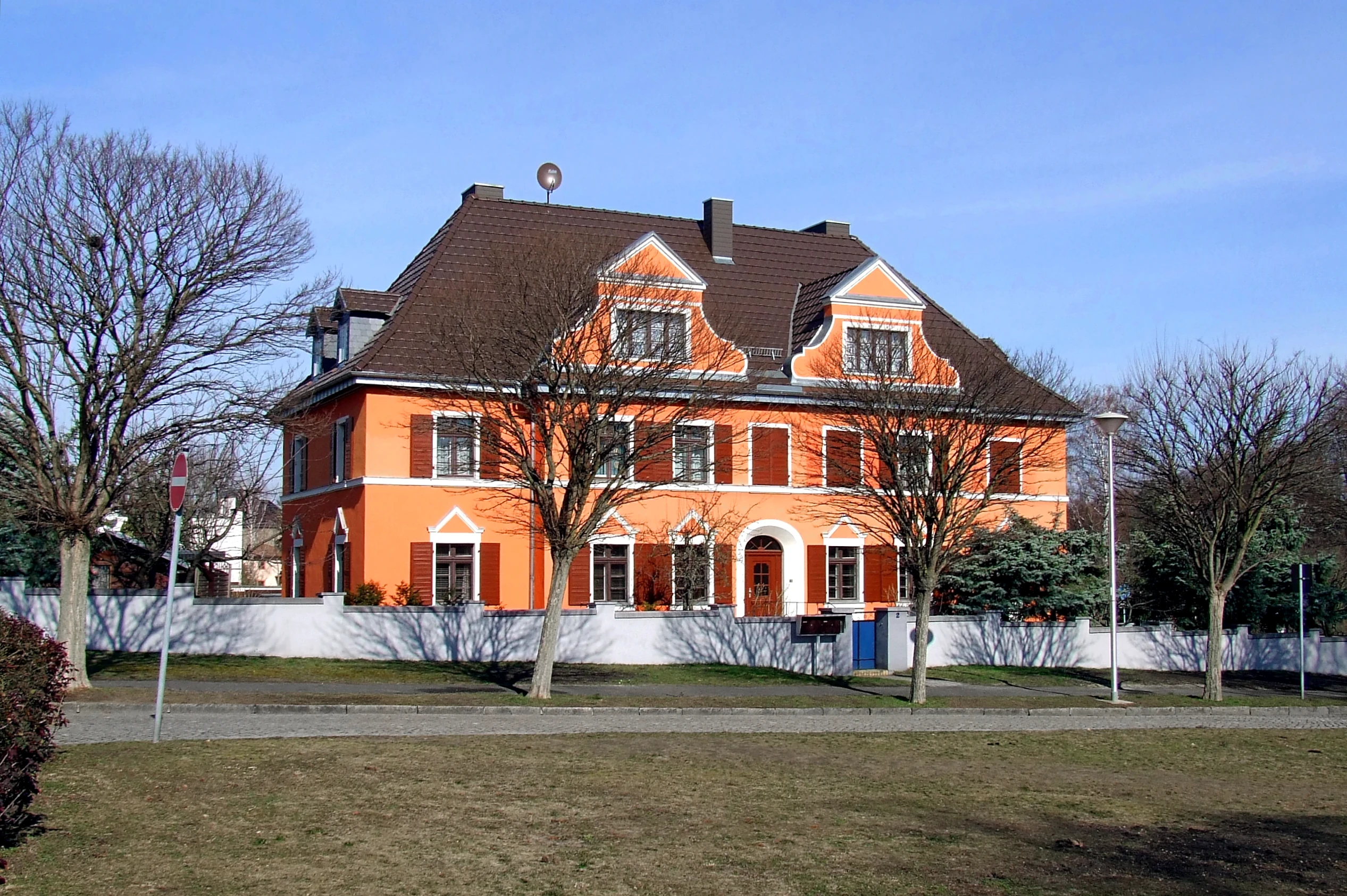
Baudenkmal Huttenplatz 2
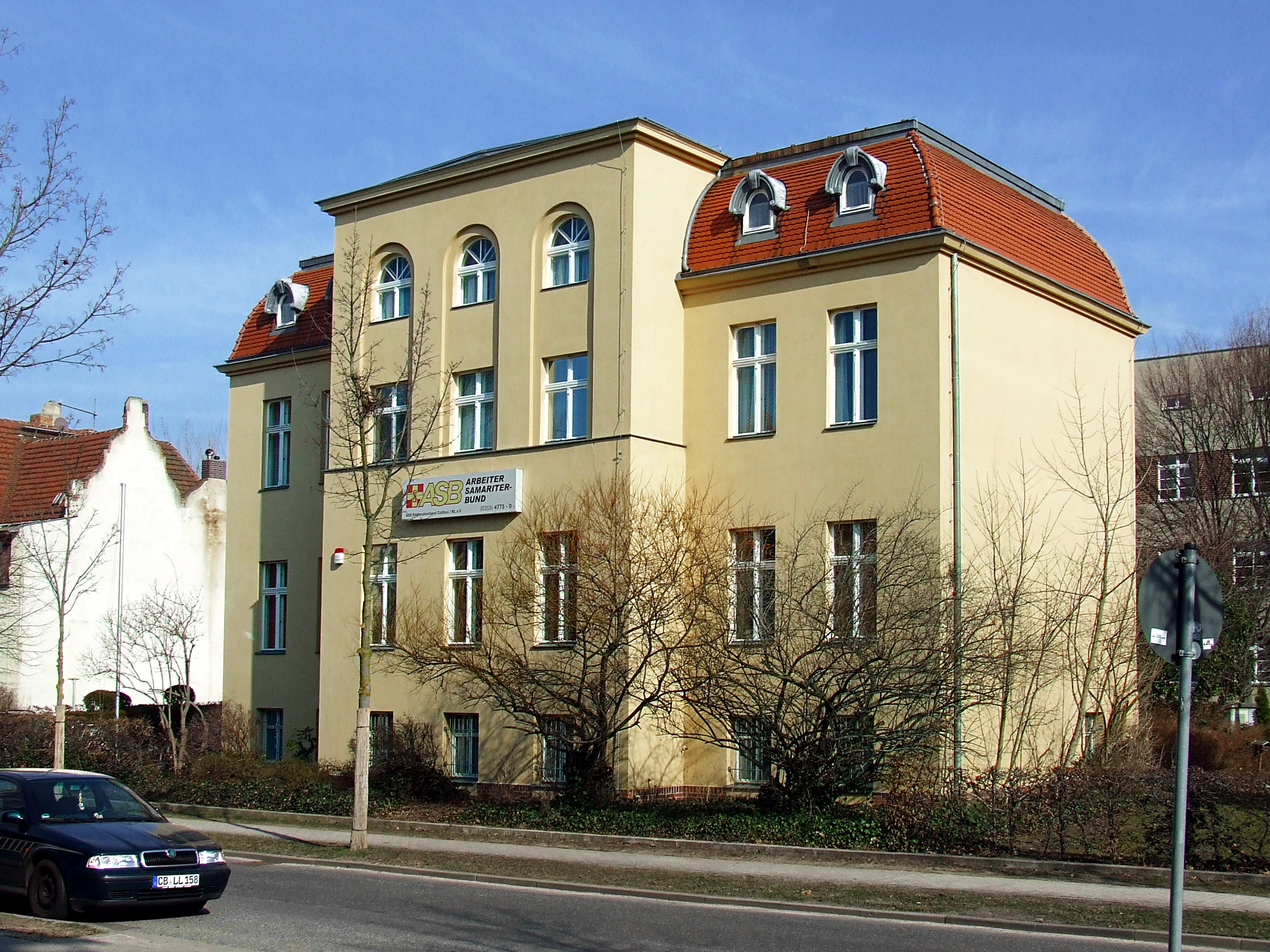
Riedelstift
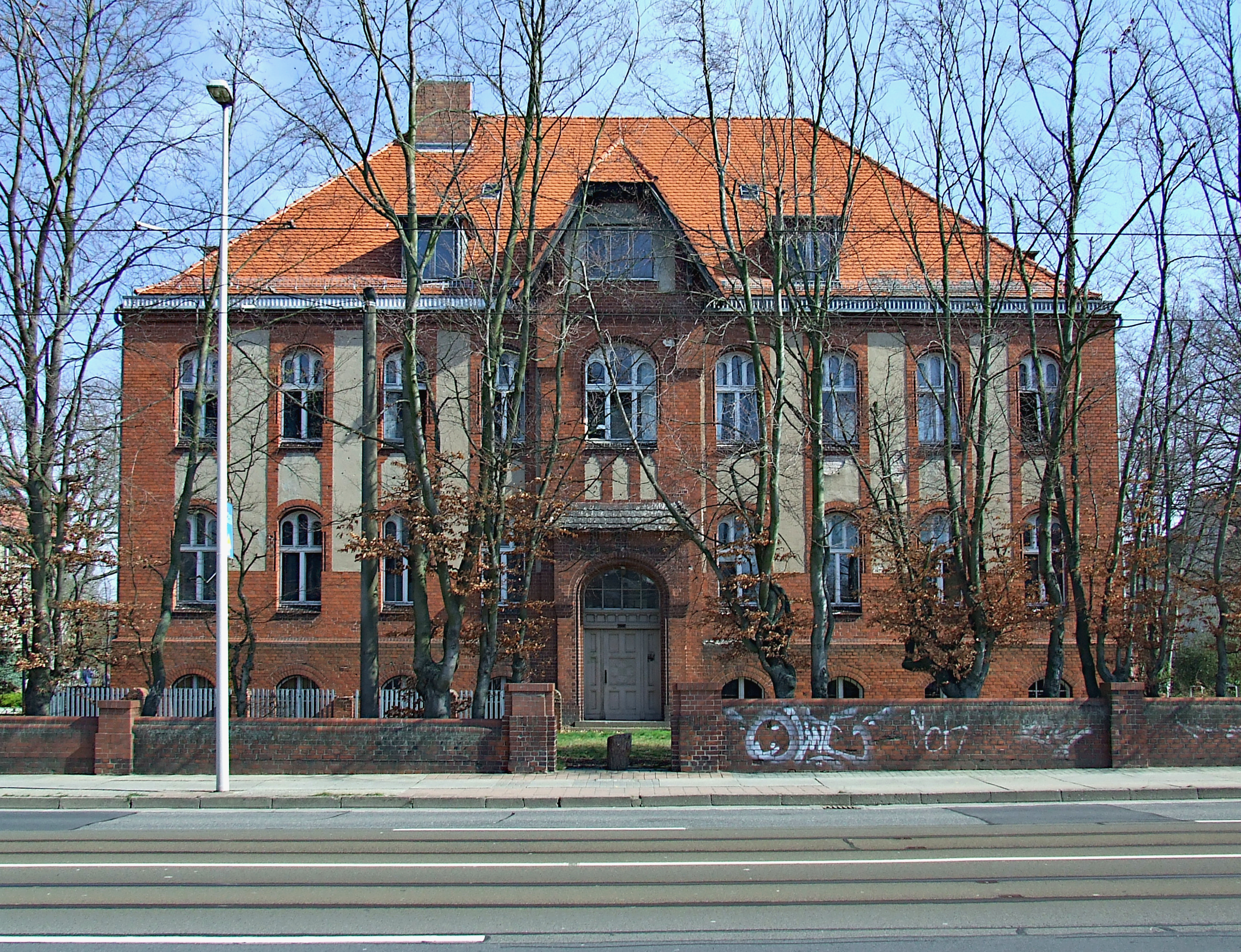
Thiemstraße 39 (heute Verwaltungsgebäude der Stadt Cottbus)

1886 wurde der Kreis Cottbus in Landkreis Cottbus umbenannt. Am 1. April 1914 wurde in der Spremberger Vorstadt das heutige Carl-Thiem-Klinikum unter dem Namen Vereinigte Städtische und Thiemische Heilanstalt gegründet. Gegen Ende des Zweiten Weltkrieges wurden das Carl-Thiem-Klinikum zerstört und die Schule der Spremberger Vorstadt stark beschädigt. Nach Kriegsende gehörte die Spremberger Vorstadt zur Sowjetischen Besatzungszone und kam dort 1947 zum Land Brandenburg. Am 7. Oktober 1949 wurde aus der SBZ die DDR gegründet. Im Jahr 1951 wurde das Haus der Jugend in der Spremberger Vorstadt eingeweiht. Bei der DDR-Kreisreform am 25. Juli 1952 wurden die Länder und Landkreise aufgelöst und 14 neue Bezirke gegründet. Dabei wurde die Stadt Cottbus kreisfrei und Verwaltungssitz des Bezirks Cottbus.

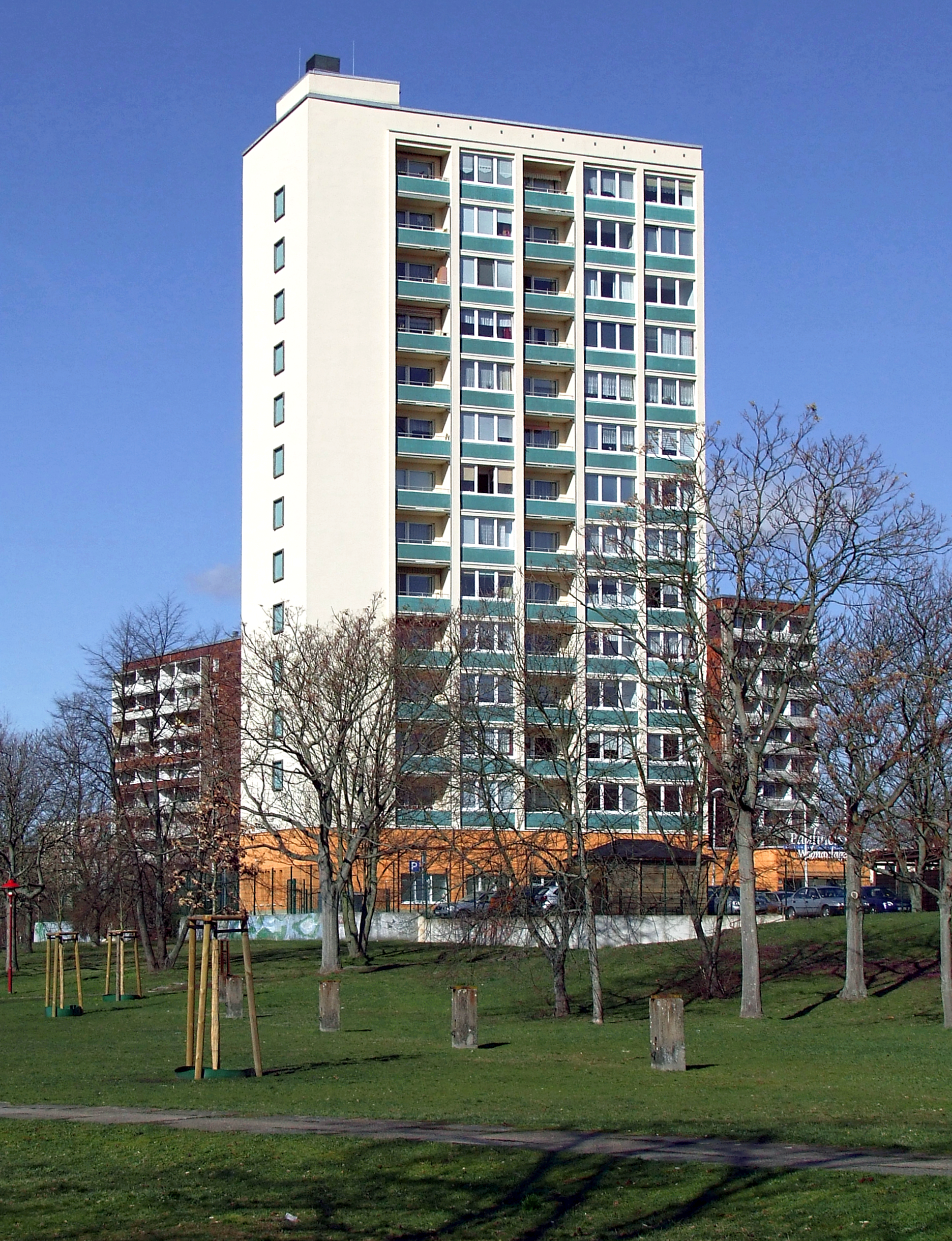
„Punkthochhaus Paulinenwohnanlage“ (Thiemstraße 71)

Die Thiemische Heilanstalt wurde 1952 in Bezirkskrankenhaus Cottbus umbenannt. 1956 erhielt die Spremberger Vorstadt einen neuen Kindergarten. Ebenfalls entstand zu DDR-Zeiten eine Vielzahl von Plattenbauwohnblöcken. Die in den 1960er-Jahren erbaute Paulinenwohnanlage, ein dreizehnstöckiges Punkthochhaus, steht unter Denkmalschutz. Am 31. Oktober 1987 wurde das Radstadion Cottbus im Sportzentrum Cottbus eingeweiht. Nach der Wiedervereinigung kam die Stadt Cottbus mit dem Stadtteil Spremberger Vorstadt in das Land Brandenburg. Am 18. November 1993 eröffnete im Norden des Stadtteils das Einkaufszentrum Fürst-Pückler-Passage. Das Zuchthaus Cottbus, das später als Zentralgefängnis genutzt wurde, wurde 2002 geschlossen.

## Lutherkirche

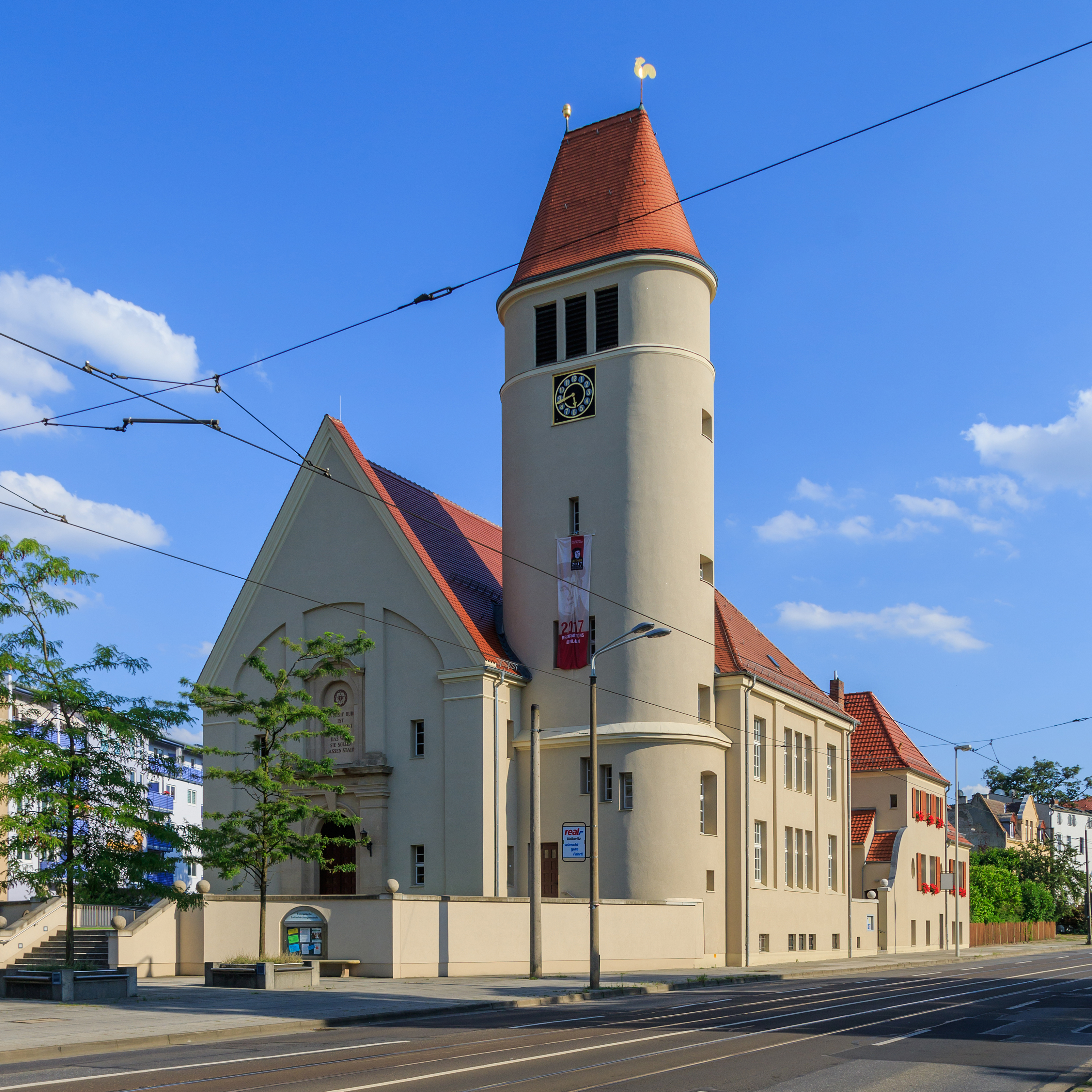
Lutherkirche

Mit den Planungen für die evangelische Lutherkirche in der Spremberger Vorstadt wurde im Jahr 1890 begonnen. Der Bau wurde geplant, um für die Bewohner des wachsenden Stadtteils den Weg zum Gottesdienst zu verkürzen. Außerdem war die Spremberger Vorstadt seit dem Bau der Eisenbahnstrecken durch Cottbus vom restlichen Stadtgebiet abgetrennt. Für Gottesdienste wurde zunächst die Aula der Schule in der Dresdner Straße genutzt. Am 1. April 1902 wurde die evangelische Lutherkirchengemeinde offiziell gegründet, die Kirche gab es zu diesem Zeitpunkt noch nicht. Im Februar 1906 wurde mit der Bauplanung begonnen, am 17. Juni 1911 erfolgte der Spatenstich und acht Tage später die Grundsteinlegung für den Kirchbau.
Nach fast genau einem Jahr Bauzeit wurde die Lutherkirche am 30. Juni 1912 geweiht. Bei den Bombenangriffen auf Cottbus zum Ende des Zweiten Weltkrieges brannte die Lutherkirche am 15. Februar 1945 nieder. Danach sollte das Gebäude ursprünglich zur Ziegelgewinnung abgerissen werden, die Bewohner der Spremberger Vorstadt setzten sich jedoch für den Wiederaufbau ein. Am 13. Juni 1951 fand die Wiedereinweihungsfeier statt. Bis 1978 erfolgte die endgültige Beseitigung der Kriegsschäden, bis dahin waren diese noch am Außenmauerwerk erkennbar.

## Verkehr
Die Spremberger Vorstadt wird durch die Bundesstraße 169 erschlossen. Die Bundesautobahn 15 mit der Anschlussstelle Cottbus-West liegt etwa drei Kilometer entfernt. Unmittelbar nördlich der Gemarkungsgrenze der Spremberger Vorstadt befindet sich der Cottbuser Hauptbahnhof. Durch den Stadtteil verkehrten außerdem die Tramlinien 2, 3 und 4 sowie mehrere Buslinien von Cottbusverkehr.

## Sportzentrum Cottbus
Am 14. Juni 1931 wurde das im Südosten des Stadtteils angesiedelte Sportzentrum Cottbus eingeweiht. Es wurde zunächst durch den Männer-Turnverein 1861 genutzt. Damals gab es neben einem Hauptgebäude und mehreren Umkleidehäusern einen Fußballplatz, ein Handball- und ein Hockeyfeld, zwei Tennisplätze, ein Faustballspielfeld und einen Kindersportplatz. Bei den Bombardierungen auf die Stadt Cottbus am 15. Februar 1945 wurden die Sportplätze zerstört. Am 30. November 1948 fasste die Stadtverordnetenversammlung von Cottbus den Entschluss zum Wiederaufbau des Sportzentrums. 1951 wurde das Max-Reimann-Stadion fertig gestellt und zwischen dem 15. und dem 17. August 1952 mit mehreren Wettkämpfen offiziell eröffnet, Bahnradrennen wurden bereits seit dem 14. Oktober 1951 dort ausgetragen.
Das Max-Reimann-Stadion wurde als Leichtathletikstadion genutzt und verfügte zudem über eine 400 Meter lange Radrennbahn. Anfang der 1960er-Jahre entstanden auf dem Areal weitere Kleinfelder sowie eine Mehrzweckanlage für Sportspiele, Eislauf und Eishockey. Am 19. September 1968 wurde eine Leichtathletikhalle eingeweiht und am 1. September 1975 wurde in der Kinder- und Jugendsportschule der Unterricht aufgenommen. Zwischen 1977 und 1979 wurde das Max-Reimann-Stadion saniert. Am 31. Oktober 1987 erfolgte die Einweihung des Cottbuser Radstadions, die Bahn im Max-Reimann-Stadion wurde abgerissen.
Auf dem Gelände des Sportzentrums Cottbus befinden sich heute neben dem Radstadion die Trainingsstätte Cottbus des Olympiastützpunktes Brandenburg und die Lausitzer Sportschule, eine Leichtathletik- und eine Radsportathletikhalle sowie die Lausitz-Arena. Der Turm des ehemaligen Max-Reimann-Stadions steht unter Denkmalschutz.

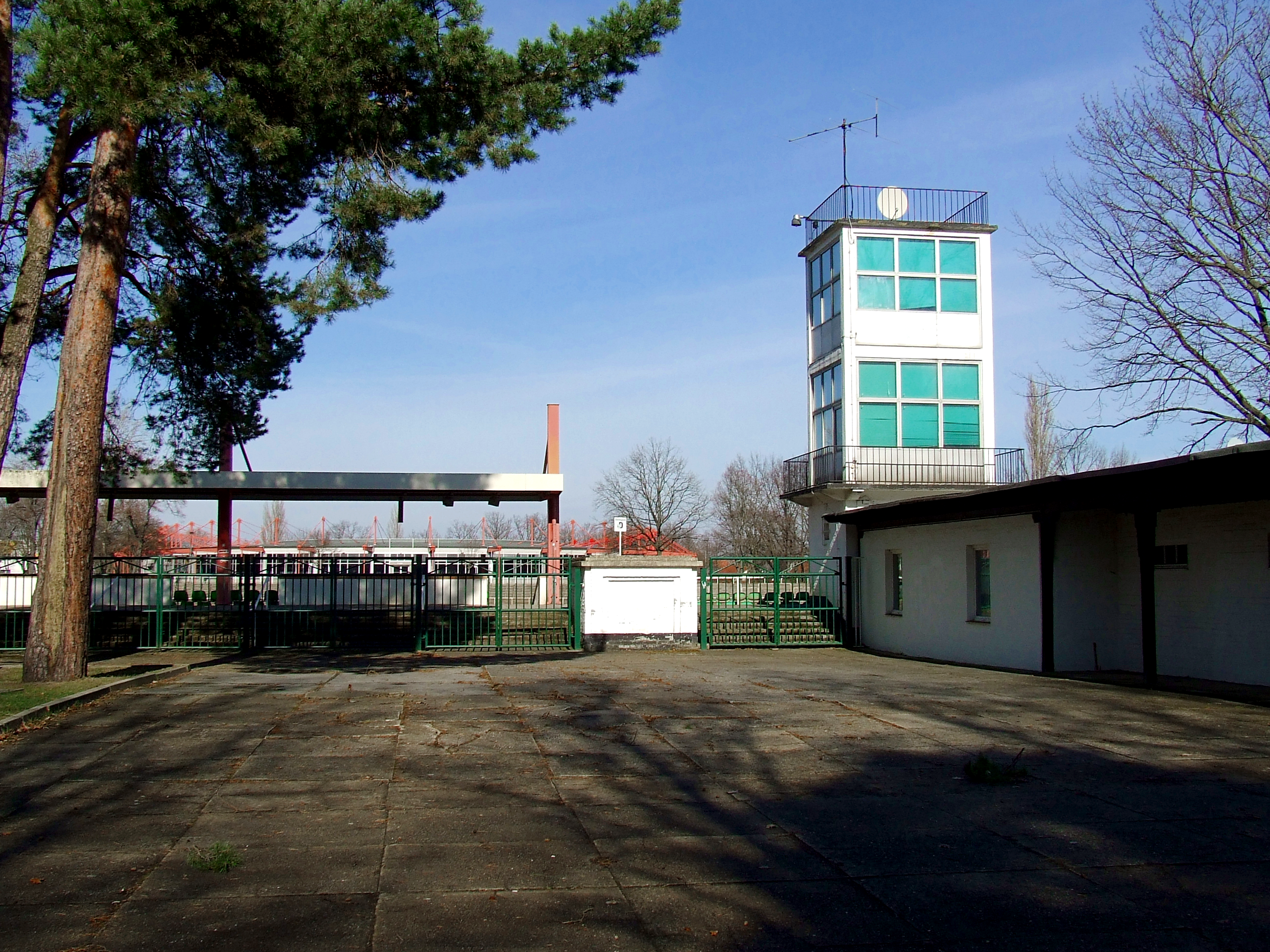
Denkmalgeschützter Turm des Max-Reimann-Stadions
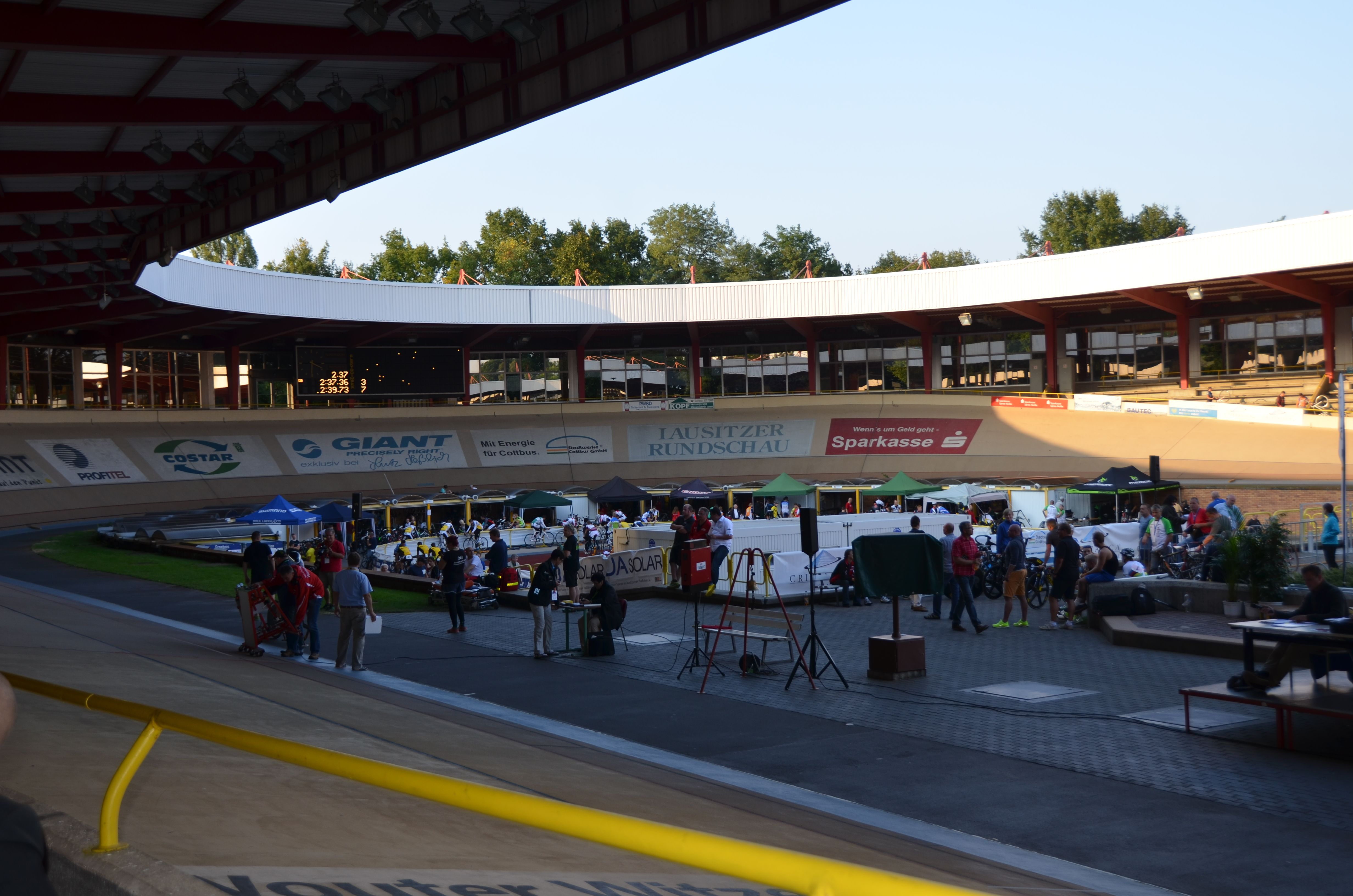
Radstadion Cottbus im Jahr 2014
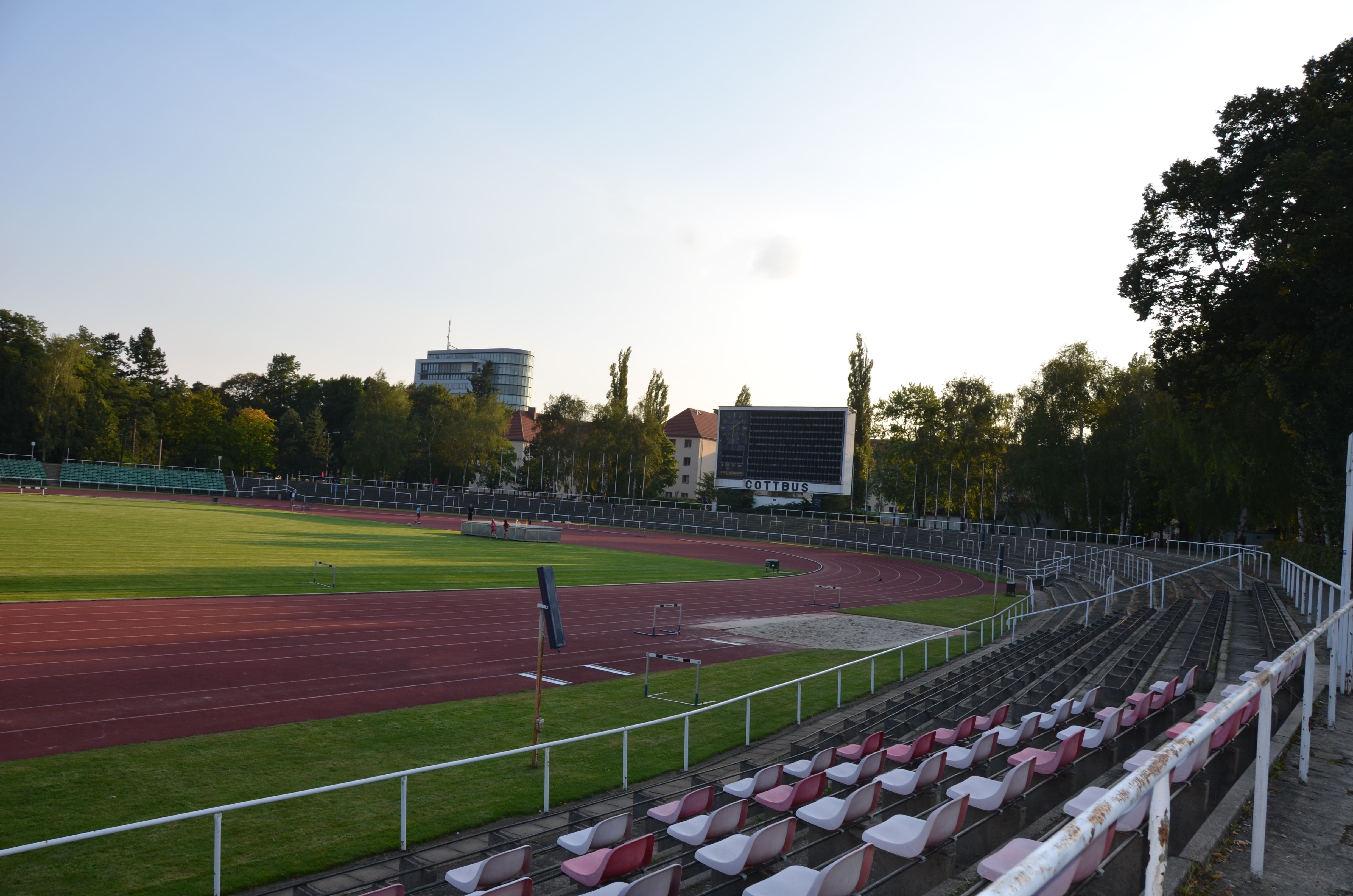
Leichtathletikstadion Cottbus
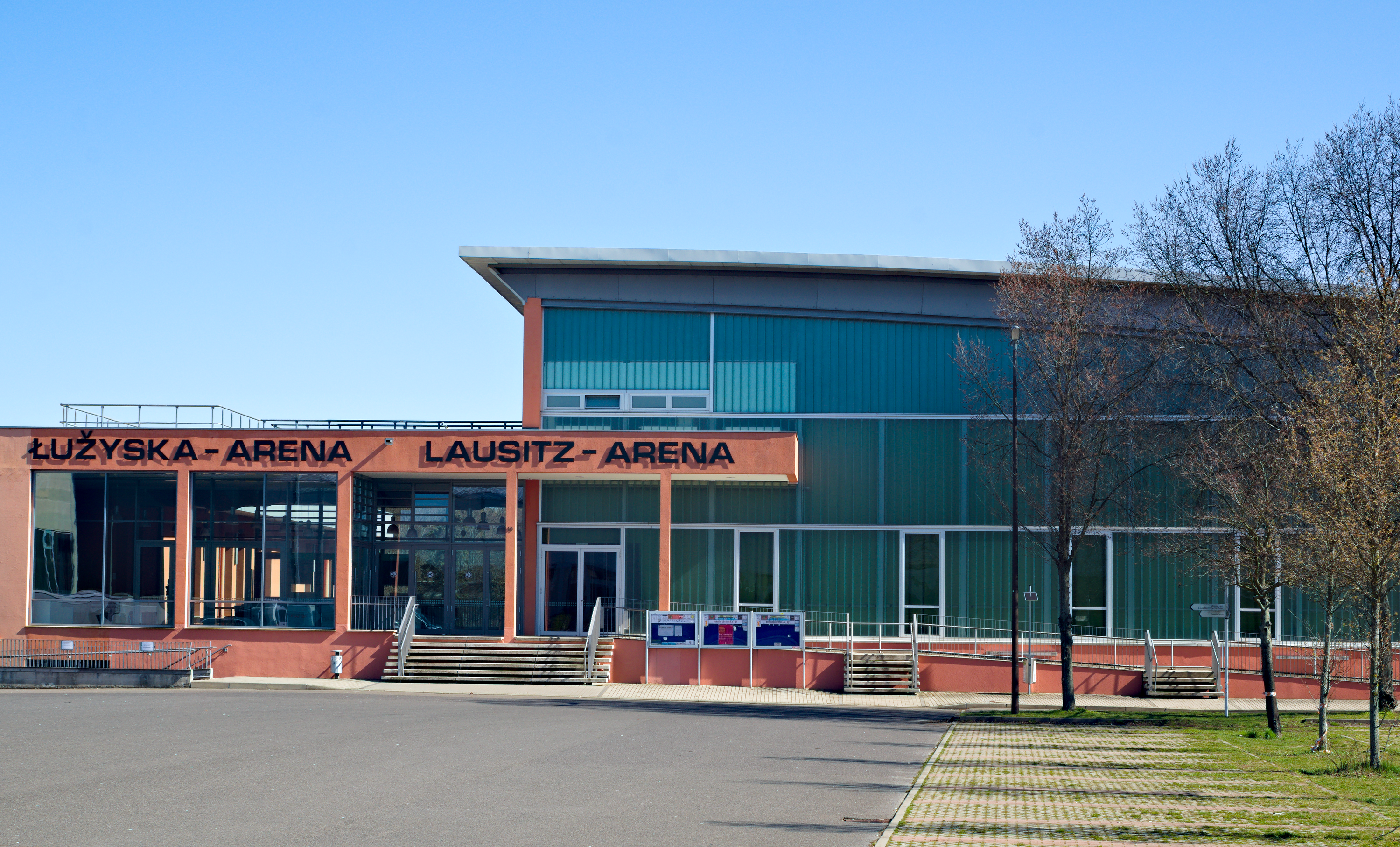
Lausitz-Arena
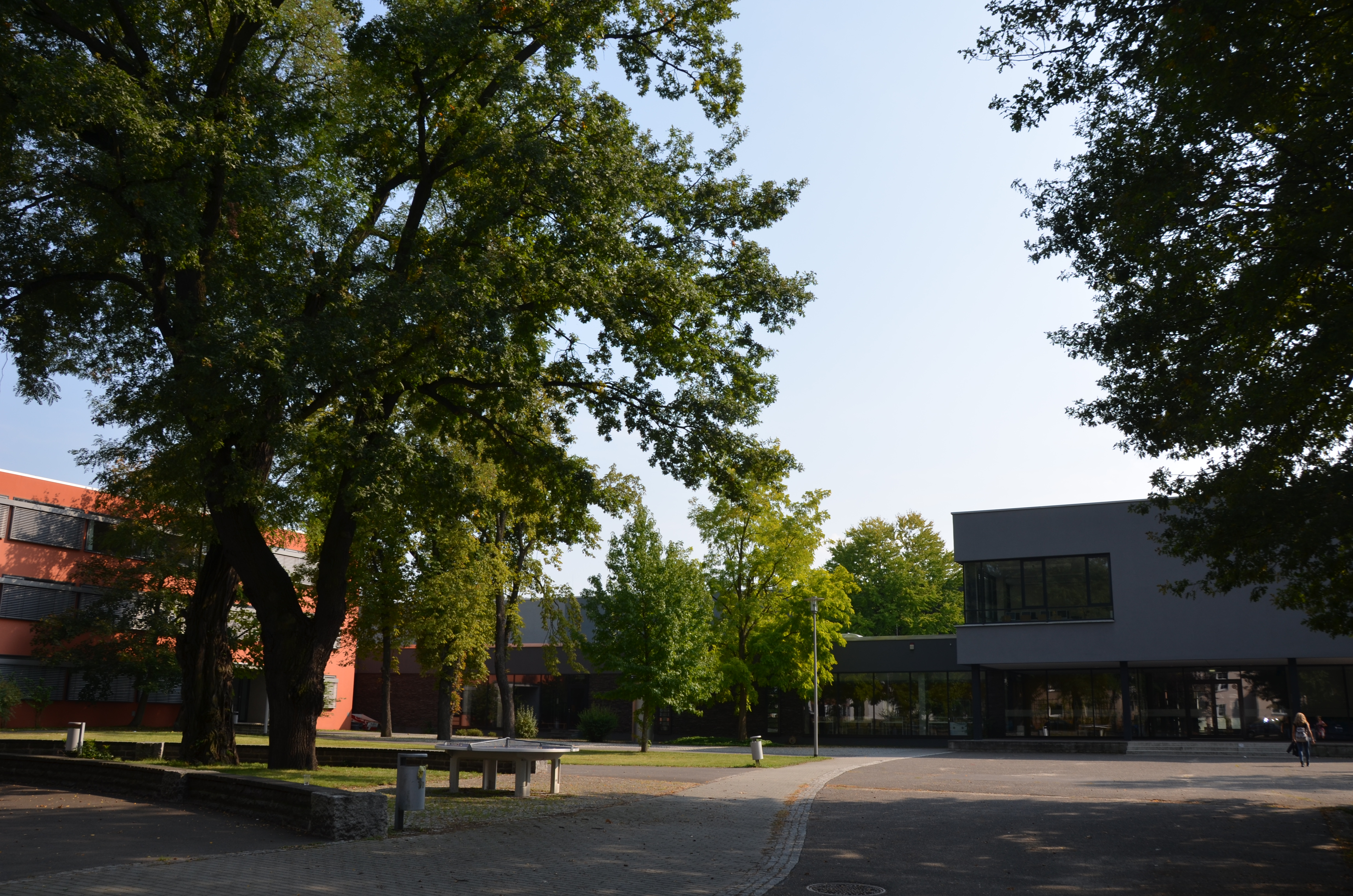
Lausitzer Sportschule Cottbus